# Lista över Engelska kyrkans stift
Det här är en lista över Engelska kyrkans stift. Engelska kyrkan är en episkopalkyrka indelad i 42 stift, varav 40 i egentliga England, ett i Irländska sjön och ett i Europa. Tabellen nedan visar de 42 stiften, deras vapen, vilken kyrkoprovins varje stift tillhör, stiftens geografiska utbredning, katedraler samt årtal för stiftens grundande.

## Aktuell stiftsindelning sedan 2014
| Stift                      | Vapensköld | Kyrkoprovins | Geografiskt område | Katedral | Grundat |
| -------------------------- | ---------- | ------------ | --- | --- | --- |
| Bath och Wells             |            | Canterbury   | Somerset; North Somerset; Bath and North East Somerset; enstaka församlingar i Dorset | Katedralen i Wells Cathedral Church of St Andrew in Wells | 909 då Wells stift |
| Birmingham                 |            | Canterbury   | Birmingham; Sandwell (med undantag för vissa områden i norr); Solihull (med undantag för vissa område i öster); delar av Warwickshire; ett fåtal församlingar i Worcestershire                                                                                                 | Katedralen i Birmingham Cathedral Church of St Philip | 13 januari 1905 |
| Blackburn                  |            | York         | Lancashire (med undantag för vissa områden i öster och söder); ett fåtal församlingar i Wigan | Katedralen i Blackburn Cathedral Church of Saint Mary the Virgin in Blackburn | 12 november 1926 från Manchester stift |
| Bristol                    |            | Canterbury   | Bristol; de södra två tredjedelarna av South Gloucestershire; norra fjärdedelen av Wiltshire (med undantag för två församlingar i norr); Swindon (med undantag för ett fåtal församlingar i norr och söder); ett fåtal församlingar i Gloucestershire.                         | Katedralen i Bristol Cathedral Church of the Holy and Undivided Trinity, Bristol | 1542 |
| Canterbury ärkestift       |            | Canterbury   | Kent öster om River Medway (med undantag för Medway Towns) | Katedralen i Canterbury Cathedral and Metropolitical Church of Christ at Canterbury | 597 |
| Carlisle                   |            | York         | Cumbria (med undantag för vissa mindre områden i öster) | Katedralen i Carlisle Cathedral Church of the Holy and Undivided Trinity, Carlisle | 1133 |
| Chelmsford                 |            | Canterbury   | Essex (med undantag för ett fåtal församlingar i norr); fem East London boroughs norr om Themsen; tre församlingar i södra Cambridgeshire | Katedralen i Chelmsford Cathedral Church of St Mary the Virgin, St Peter and St Cedd | 1914 från St Alban's stift |
| Chester                    |            | York         | Cheshire; Wirral; Halton och Warrington söder om Mersey; Trafford med undantag för ett mindre område i norr, Stockport med undantag för ett fåtal församlingar i norr och öster, östra halvan av Tameside, samt ett fåtal församlingar i Derbyshire, Manchester och Flintshire | Katedralen i Chester Cathedral Church of Christ and the Blessed Virgin Mary | 14 augusti 1541 från Lichfield och Coventry stift |
| Chichester                 |            | Canterbury   | West Sussex (med undantag för en församling i norr); East Sussex (med undantag för en församling i norr); en församling i Kent | Katedralen i Chichester Cathedral Church of The Holy Trinity | 1070 tidigare känt som Selsey stift från år 681. |
| Coventry                   |            | Canterbury   | Coventry; Warwickshire (med undantag för vissa mindre områden i norr, sydväst samt en församling i söder); en del av Solihull. | Katedralen i Coventry Cathedral Church of Saint Michael | 6 september 1918 från Worcester stift |
| Derby                      |            | Canterbury   | Derbyshire (med undantag för ett mindre område i norr); en mindre del av Stockport; ett fåtal församlingar i Staffordshire | Katedralen i Derby The Cathedral Church of All Saints, Derby | 27 juni 1927 |
| Durham                     |            | York         | I huvudsak hela Durham; South Tyneside; Sunderland; Hartlepool; Darlington and Stockton-on-Tees | Katedralen i Durham The Cathedral Church of Christ, Blessed Mary the Virgin and St Cuthbert of Durham | 635 då Lindisfarnes stift, från 990-talet Durham |
| Ely                        |            | Canterbury   | Cambridgeshire (med undantag för ett område i norr samt tre församlingar i söder); västra fjärdedelen av Norfolk; en församling i Bedfordshire | Katedralen i Ely Cathedral Church of the Holy and Undivided Trinity, Ely | 1109 |
| Europa Gibraltar i Europa  |            | Canterbury   | Europa (med undantag av Storbritannien och Irland); Marocko; Turkiet; de asiatiska länderna av forna Sovietunionen | Katedralen i Gibraltar Cathedral Church of the Holy Trinity, Gibraltar Sankt Pauls prokatedral, Valetta The Pro-Cathedral Church of Saint Paul, Valetta Heliga Trefaldighets prokatedral, Bryssel The Pro-Cathedral Church of Holy Trinity, Brussels                                                                                        | 21 augusti 1842 då Gibraltar stift, från 1980 under nuvarande namn.                                                                                                |
| Exeter                     |            | Canterbury   | Devon (med undantag för en församling i sydöst och en i sydväst); Plymouth; Torbay | Katedralen i Exeter The Cathedral Church of St Peter in Exeter | 909 då Crediton stift, från 1050 Exter stift. |
| Gloucester                 |            | Canterbury   | Gloucestershire (med undantag för ett fåtal församlingar i norr, söder och öster); den norra tredjedelen av South Gloucestershire; två församlingar i Wiltshire; ett mindre område i sydvästra Warwickshire; ett fåtal församlingar i den södra delen av Worcestershire.       | Katedralen i Gloucester Cathedral Church of St Peter and the Holy and Indivisible Trinity | 3 september 1541 från Worcester stift. |
| Guildford                  |            | Canterbury   | De västra två tredjedelarna av Surrey, söder om Themsen (med undantag för ett mindre område i nord öst); vissa områden i nordöstra Hampshire; ett fåtal församlingar i Storlondon; en församling i West Sussex                                                                 | Katedralen i Guildford Cathedral Church of the Holy Spirit, Guildford | 1 maj 1927 från Winchester stift. |
| Hereford                   |            | Canterbury   | Herefordshire, södra halvan av Shropshire; ett fåtal församlingar i Powys och Monmouthshire | Katedralen i Hereford Cathedral of Saint Mary the Virgin and Saint Ethelbert | 676 |
| Leeds                      |            | York         | West Yorkshire; Yorkshire Dales; delar av Barnsley; östra Lancashire; sydvästra County Durham | Då stiftet bildades genom sammanslagning har de tre tidigare katedralerna behållits, med likvärdig ställning: Katedralen i Ripon Cathedral Church of St Peter and St Wilfrid, tidigare även Ripon Minster Katedralen i Wakefield Cathedral Church of All Saints in Wakefield Katedralen i Bradford Cathedral Church of St Peter in Bradford | 20 april 2014 då som West Yorkshire och the Dales stift, men formellt Leeds stift. Bildat genom sammanslagning av Bradford, Ripon och Leeds samt Wakefields stift. |
| Leicester                  |            | Canterbury   | Leicestershire; en församling vardera i Northamptonshire, Derbyshire och Warwickshire | Katedralen i Leicester Cathedral Church of Saint Martin | 12 november 1926 från Peterborough. |
| Lichfield                  |            | Canterbury   | Staffordshire med untag för ett fåtal församlingar i sydöst och sydväst; norra halvan av Shropshire; Wolverhapton; Walsall; norra halvan av Sandwell | Katedralen i Lichfield Cathedral Church of the Blessed Virgin Mary and St Chad | 664 därförinnan Mercia stift från år 656. |
| Lincoln                    |            | Canterbury   | Lincolnshire; North East Lincolnshire; North Lincolnshire (med undantag för ett mindre område i väster) | Katedralen i Lincoln Cathedral Church of the Blessed Virgin Mary of Lincoln, även Lincoln Minster | 1072 |
| Liverpool                  |            | York         | Liverpool; Sefton; Knowsley; St Helens; Wigan (med undantag för vissa områden i norr och öster); Halton och Warrington norr om floden Mersey; merparten av West Lancashire | Katedralen i Liverpool Cathedral Church of Christ in Liverpool | 9 april 1880 från Chester stift |
| London                     |            | Canterbury   | City of London; Storlondon norr om Themsen ((med undantag för fem East London boroughs och ett mindre område i norr); Surrey norr om Themsen; ett mindre område i södra Hertfordshire.                                                                                         | Sankt Paulskatedralen Cathedral Church of St Paul the Apostle in London | 314 det exakta årtalet är dock osäkert |
| Manchester                 |            | York         | Manchester (med undantag för ett fåtal församlingar i söder); Salford; Bolton; Bury; Rochdale; Oldham; västra halvan av Tameside, del av Wigan, Trafford och Stockport; del av södra Lancashire                                                                                | Katedralen i Manchester Cathedral and Collegiate Church of St Mary, St Denys and St George | 1 september 1847 |
| Newcastle                  |            | York         | Northumberland; Newcastle upon Tyne; North Tyneside; ett mindre område i östra Cumbria; fyra församlingar i norra delen av County Durham | Katedralen i Newcastle Cathedral Church of St Nicholas | 23 maj 1882 |
| Norwich                    |            | Canterbury   | Norfolk (med undantag för den västra fjärdedelen); ett område i nordöstra Suffolk | Katedralen i Norwich Cathedral Church of the Holy and Undivided Trinity in Norwich | 1094 |
| Oxford                     |            | Canterbury   | Oxfordshire; Berkshire; Buckinghamshire; en församling vardera i Hampshire och Hertfordshire | Katedralen i Oxford Cathedral Church of Christ in Oxford | 1 september 1542 |
| Peterborough               |            | Canterbury   | Northamptonshire (med undantag för en församling i väster); Rutland; Peterborough (med undantag för ett område i sydöst); en församling i Lincolnshire | Katedralen i Peterborough Cathedral Church of St Peter, St Paul and St Andrew | 4 september 1541 från Lincolns stift |
| Portsmouth                 |            | Canterbury   | Sydöstra tredjedelen av Hampshire; Isle of Wight | Katedralen i Portsmouth Cathedral Church of St Thomas of Canterbury | 1 maj 1927 från Winchester stift |
| Rochester                  |            | Canterbury   | Kent väster om River Medway (med undantag för en församling i sydväst); Medway Towns; de båda London borough Bromley och Bexley (med undantag för ett fåtal församlingar); en församling i East Sussex.                                                                        | Katedralen i Rochester Cathedral Church of Christ and the Blessed Virgin Mary | 604 |
| St Albans                  |            | Canterbury   | Hertfordshire (med undantag för ett mindre område i söder och en församling i väster); Bedfordshire (med undantag för en församling i norr och en församling i väster); en del av Storlondon                                                                                   | Katedralen i St Albans Cathedral and Abbey Church of St Alban | 30 april 1877 |
| St Edmundsbury och Ipswich |            | Canterbury   | Suffolk (med undantag för ett mindre område i nordost); en församling i Essex | Katedralen i Bury St Edmunds Cathedral Church of St James and St Edmund | 23 januari 1914 från Norwich och Ely stift |
| Salisbury                  |            | Canterbury   | Wiltshire (med undantag för den norra fjärdedelen); Dorset (med undantag för ett område i öster); ett mindre område i Hampshire; en församling i Devon | Katedralen i Salisbury Cathedral Church of the Blessed Virgin Mary | 1075 |
| Sheffield                  |            | York         | Sheffield; Rotherham; Doncaster (med undantag för ett fåtal församlingar i sydöst); delar av North Lincolnshire; delar av sydöstra Barnsley; en mindre del av East Riding of Yorkshire                                                                                         | Katedralen i Sheffield Cathedral Church of St Peter and St Paul, Sheffield | 23 januari 1914 från Yorks och Southwells stift |
| Sodor och Man              |            | York         | Isle of Man | Katedralen i Peel Cathedral Church of Saint German | 447 |
| Southwark                  |            | Canterbury   | Storlondon söder om Themsen (med undantag för merparten av de båda London borough Bromley och Bexley och ett fåtal församlingar i sydväst); den östra tredjedelen av Surrey | Katedralen i Southwark Cathedral and Collegiate Church of St Saviour and St Mary Overie | 1 maj 1905 från Rochester stift |
| Southwell och Nottingham   |            | York         | Nottinghamshire; ett fåtal församlingar i South Yorkshire | Southwell Minster Cathedral and Parish Church of the Blessed Virgin Mary | 5 februari 1884 från Lincolns och Lichfields stift |
| Truro                      |            | Canterbury   | Cornwall; Scillyöarna; två församlingar i Devon | Katedralen i Truro Cathedral Church of the Blessed Virgin Mary in Truro | 15 december 1876 |
| Winchester                 |            | Canterbury   | Hampshire (med undantag för den sydöstra fjärdedelen, två mindre områden i nordöst och väster samt en församling i nord); ett område i östra Dorset; Kanalöarna | Katedralen i Winchester Cathedral Church of the Holy Trinity, and of Saint Peter, and Saint Paul, and of Saint Swithun in Winchester | 676 |
| Worcester                  |            | Canterbury   | Worcestershire (med undantag för ett fåtal församlingar i söder och norr); Dudley; ett fåtal församlingar i Wolverhampton, Sandwell och i norra Gloucestershire | Katedralen i Worcester Cathedral Church of Christ and the Blessed Mary the Virgin, of Worcester | 679 |
| York ärkestift             |            | York         | York; East Riding of Yorkshire (med undantag för ett område i sydväst); Kingston-upon-Hull; Redcar and Cleveland; Middlesbrough; östra halvan av North Yorkshire; Stockton-on-Tees söder om River Tees, ett område i Leeds.                                                    | York Minster Cathedral and Metropolitical Church of St Peter in York | 627 |